# گوانلو (اسدآباد)
{{جعبه اطلاعات روستای ایران
|نام‌رسمی=گوانله
|روی‌نقشه=گوانله
|عرض‌جغرافیایی=
|طول‌جغرافیایی=
|تصویر=
|اندازه‌تصویر=
|برچسب‌تصویر=
|استان=همدان
|شهرستان=اسدآباد
|بخش= بخش مرکزی
|دهستان= سید جمال‌الدین
|نام‌محلی=گوانله
|سال‌بنیاد=هزاره سوم قبل میلاد
|جمعیت۲۵۵ 
|رشدجمعیت=روبه افزایش
|تراکم‌جمعیت=متوسط
|زبان=کرد
|مذهب=شیعه
|مساحت=۱۲۰۰۰هکتار
|ارتفاع=۱۷۰۰
|میانگین‌دما=۲۰
|میانگین‌بارش‌سالانه=۶۵۰میلی متر
|شمارروزهای‌یخبندان=۶۰
|کد آماری    =۲۰۹۰۳۹
|ره‌آورد=
|پیش‌شماره=
|وبگاه=
|جمله‌خوشامد=خوش هاتی 
|پانویس=
}
گوانله، روستایی از توابع بخش مرکزی شهرستان اسدآباد در استان همدان ایران است.

## جمعیت
این روستا در دهستان سید جمال‌الدین قرار دارد و براساس سرشماری مرکز آمار ایران در سال ۱۳۹۵، جمعیت آن ۲۵۵ نفر ۳۰خانوار) بوده‌است.